# Маркелов, Виктор Александрович
Виктор Александрович Маркелов (род. 15 декабря 1967) — российский преступник, рецидивист, номинальный директор большого числа российских предприятий, получивший наибольшую известность как единственный соучастник дела Hermitage Capital, крупнейшего в истории единовременного хищения средств из российского бюджета, понёсший наказание.
До начала своей криминальной карьеры работал мастером по приёму пиломатериалов.
Как впоследствии признал Андрей Павлов, юрист, представлявший интересы «группы Клюева» в арбитражных судах, задействованных в хищении: «Было бы смешно говорить, что Маркелов — мошенник, который один затеял всё это преступление».
20 мая 2014 года Министерство финансов США внесло Виктора Маркелова и Дмитрия Клюева в список лиц, против которых вводятся санкции по делу Магнитского. Андрей Павлов был внесён в этот список позднее. Судья Сергей Подопригоров, вынесший решение, назначившее Маркелова единственным обвиняемым по делу Hermitage Capital, находился в этом списке с момента его первоначальной редакции.

## Убийство по неосторожности
Существует мнение, что в 2001 году Виктор Маркелов был осуждён за убийство по неосторожности, арестован и освобождён спустя полтора года.

## Участие в похищении Фёдора Михеева
В 2006 году, сотрудники МВД РФ Павел Карпов, Артём Кузнецов и Антон Голышев возбудили уголовное дело в отношении Александра Бессонова — владельца и управляющего компанией ООО «УкрАгроХимПром», занимавшейся организацией перевозок химических удобрений. Суть уголовного дела сводилась к тому, что якобы компания не выплатила кредит Внешторгбанку в сумме 100 миллионов долларов США. Из собранных показаний выяснилось, что Карпов, Кузнецов и Голышев использовали возбуждённое фиктивное уголовное дело для вымогательства у Бессонова миллионов долларов США. Для стимулирования Бессонова офицерами МВД 17 августа 2006 года был похищен его помощник Фёдор Михеев — 31 летний управляющий фирмы, отец двух малолетних детей.
28 августа 2006 милицейский спецназ штурмом взял дом, где содержался Михеев, Фёдор был освобождён, а находившиеся в доме охранники Михеева — Орлов и Маркелов арестованы. Началось следствие и в отношении Кузнецова с Голышевым.
Несмотря на обличающие показания Михеева, и даже несмотря на то, что преступники были пойманы на месте преступления, где они удерживали Фёдора против его воли в качестве заложника, применяя насилие и угрозы в его адрес и адрес его родных, все члены преступной группировки, включая сотрудников МВД Голышева, Карпова и Кузнецова, а также рецидивистов Орлова и Маркелова, избежали наказания. В феврале 2007-го Маркелов и Орлов были освобождены из СИЗО, а следователь Голышев отделался выговором.
В ходе следствия было высказано мнение, что Орлова и Маркелова «привлёк к делу» и попросил охранять Михеева Дмитрий Клюев, глава КБ «Универсальный Банк Сбережений».

## «Предпринимательская деятельность»
30 августа 2006 г., через два дня после ареста за похищение Фёдора Михеева, на имя Виктора Маркелова была оформлено ООО «МаркеАльянс» с уставным капиталом более 1 миллиона долларов.
В октябре 2006 году, на имя Маркелова, находившегося под стражей за похищение Фёдора Михеева, зарегистрирована ещё одна компания — ООО «Платан» с уставным капиталом в 1.1 миллион долларов.

## Причастность к хищению средств российского бюджета под видом возврата налогов фонда Hermitage Capital Management, раскрытомуСергеем Магнитским
3 июля 2007 года Маркелов стал владельцем и директором зарегистрированного в Казани ООО «Плутон».
11 сентября 2007 года Межрайонной инспекцией ФНС № 46 по г. Москве были зарегистрированы следующие изменения в учредительных документах ООО «РИЛЭНД»:
- его владельцем стало ООО «Плутон», принадлежащее Маркелову
- его директором был назначен Валерий Николаевич Курочкин
- ООО было поставлено на учёт в Инспекции ФНС № 25 по городу Москве, руководимое Еленой Химиной

11 сентября 2007 года Межрайонной инспекцией ФНС № 46 по г. Москве были зарегистрированы следующие изменения в учредительных документах ООО «Махаон»:
- его владельцем стало ООО «Плутон», принадлежащее Маркелову
- его директором был назначен Вячеслав Георгиевич Хлебников
- ООО было поставлено на учёт в Инспекции ФНС № 28 по городу Москве, руководимое Ольгой Степановой

20 сентября 2007 года Межрайонной инспекцией ФНС № 46 по г. Москве были зарегистрированы следующие изменения в учредительных документах ООО «Парфенион»:
- его владельцем стало ООО «Плутон», принадлежащее Маркелову
- его директором был назначен сам Виктор Маркелов
- ООО было поставлено на учёт в Инспекции ФНС № 28.

В 2006 году ООО «Парфенион», ООО «Махаон» и ООО «Рилэнд», действуя в составе инвестиционного фонда Hermitage Capital Management, заработали около миллиарда долларов и заплатили в российский бюджет двести тридцать миллионов долларов налога на прибыль (около 5,4 млрд руб.).
С точки зрения Уильяма Браудера, основателя и главы Hermitage Capital, произведённая смена владельцев фирм, назначение новых директоров и постановка на учёт в других инспекциях, были произведены с помощью печатей и оригиналов учредительных документов, украденных во время обыска офисов Hermitage Capital и офисов юристов Hermitage Capital (компании Firestone Duncan) в июне 2007 года налоговыми полицейскими во главе с Артёмом Кузнецовым (соучастником Маркелова по делу о похищении Фёдора Михеева). Во время обысков печати и документы действительно изымались.
В декабре 2007 года Маркеловым и «директорами» его фирм были открыты расчётные счета:
- ООО «Парфенион» — счёт 40702810000000002761 в банке «ИНТЕРКОММЕРЦ»
- ООО «Махаон» — счёт 40702810900000000375 в КБ «Универсальный банк сбережений»
- ООО «РИЛЭНД» — счёт 40702810200000000376 в КБ «Универсальный банк сбережений»

24 декабря 2007 года в налоговые инспекции № 25 и № 28 г. Москвы были поданы заявления о возврате якобы ошибочно уплаченного налога на прибыль ООО «Парфенион», ООО «Махаон» и ООО «РИЛЭНД» на общую сумму 5 409 503 006 руб. Заявления основывались на уточнённой бухгалтерской отчётности данных фирм, которая, в свою очередь, опиралась на ряд организованных Андреем Павловым арбитражных судебных решений 2007 года о том, что ООО «РИЛЭНД», ООО «Парфенион» и ООО «Махаон» якобы должны значительные денежные средства иным фирмам.
В этот же день Степановой и Химиной были приняты решения о «возврате» этих средств. По мнению судьи Подопригорова — Степанова и Химина были «не осведомлены о преступных действиях» и «введены в заблуждение относительно истинности и подлинности изготовленных и представленных [им] подложных документов».
26 декабря все затребованные от имени ООО «Парфенион», ООО «Махаон» и ООО «РИЛЭНД» средства были переведены на их счетах в банках «ИНТЕРКОММЕРЦ» и в «Универсальном банке сбережений».
В 2008 году Маркелов был арестован, обвинён по ч.4 ст. 159 УК РФ, признал вину и был осуждён на 5 лет лишения свободы в исправительной колонии общего режима, без штрафа, что является минимально возможным наказанием за такое преступление.